# British and Irish Lions
Os British and Irish Lions ("Leões Britânicos e Irlandeses") são a equipe que representa as Ilhas Britânicas (como o time era antigamente conhecido) desde 1888 em turnês de amistosos de rugby union pelo mundo (raramente nas próprias Ilhas Britânicas), reunindo jogadores das diferentes nações do Reino Unido (Inglaterra, Escócia, País de Gales e Irlanda do Norte) e também da República da Irlanda. O uniforme tem as cores das seleções de cada uma: o vermelho da seleção galesa na camisa, o branco da inglesa no calção, o azul-marinho da escocesa nos meiões, que têm detalhes em verde, da irlandesa (que reúne as duas Irlandas). O distintivo reúne, abaixo da figura de um leão, os brasões das uniões de rugby de cada uma: a rosa inglesa, o cardo escocês, o trevo irlandês e as penas do príncipe de Gales.

## História
Para os jogadores dessas nações, ser convocado para uma gira dos Lions, que nas últimas décadas vêm ocorrendo a cada quatro anos, é tão honroso quanto ir a uma Copa do Mundo de Rugby, realizadas na mesma periodicidade. A próxima turnê, rumo à África do Sul , está programada para 2021.
A importância dada à seleção reside também no fato de que uma das maiores potências do rugby union, a seleção sul-africana, escolheu como suas cores o verde e o dourado, que só entrariam na bandeira da África do Sul em 1994, por terem sido estas as utilizadas nas duas primeiras vitórias sobre os Lions; na época, o uniforme dos Springboks era o do time em que jogava seu capitão. Quando Fairy Heatlie tornou-se o capitão, então, o selecionado usou os do time dele, o Old Diocesan, que foram mantidas de forma fixa por conta dos triunfos. Heatlie enfrentou os Lions também pela Argentina, na primeira partida dela, em 1910.
Na África do Sul, outra história lembrada é a da tática conhecida como Call of 99, utilizada pelos Lions na turnê de 1974 que terminou de forma invicta após 22 partidas, três delas contra a seleção local, em jogos marcados pela violência de ambos os lados: para responder às agressões sul-africanas, os Invencibles, como aquele elenco leonino ficou conhecido, era rebatê-las em conjunto, sabendo da improbabilidade de que o time inteiro fosse expulso pelos árbitros (que eram sul-africanos).
É contra as grandes seleções do hemisfério sul, por sinal, que os Lions costumam protagonizar suas turnês. De suas 31 giras já realizadas, 28 foram para a África do Sul ou para a Oceania, contra Austrália e Nova Zelândia. Outras três foram direcionadas à Argentina - a primeira destas, em 1910, comemorativa do centenário da Revolução de Maio, marcou o primeiro jogo da seleção argentina; já a caminho da última, em 1936, os Lions passaram pelo Brasil e enfrentaram a seleção brasileira, vencendo por 82-0 em jogo marcado pelo recorde de tries de um único jogador em partida de seleções, os 17 de Alexander Obolensky.
Em meio às turnês, os Lions também realizam jogos contra clubes, seleções provinciais ou seleções nacionais de pequeno porte. Dentre as partidas isoladas, por fora das giras, as mais lembradas ocorreram em datas festivas: em 1989, para celebrar o bicentenário da Revolução Francesa, visitou-se a França, em jogo encerrado em 29-27 sobre os Bleus, naquele que ainda é a única partida contra a seleção francesa; em 1977, em comemoração ao jubileu de prata do reinado da Rainha Elizabeth II, duelaram contra os Barbarians.